# Alfabetatze Euskalduntze Koordinakundea
Pour les articles homonymes, voir AEK.
Alfabetatze Euskalduntze Koordinakundea (AEK) est la coordination des cours de basque donnés aux adultes et qui regroupe les associations locales Gau Eskola. Implantée sur l’ensemble des sept provinces du Pays basque (nord et sud), son objectif est de redonner à l’euskara sa fonction de communication quotidienne pour tous les habitants du Pays basque. Dans cette perspective, AEK œuvre dans un secteur précis : l’enseignement du basque aux adultes.

## Présentation
Cet enseignement revêt une importance particulière pour l’avenir de l’euskara. En effet, l’apprentissage et la pratique de la langue par les adultes conditionnent d’autres facteurs sociolinguistiques comme la transmission familiale ou la motivation des enfants scolarisés dans les filières d’enseignement bascophone ou bilingues.
L’association organise par ailleurs différentes campagnes de sensibilisation ou de collecte de fonds dont la plus connue est la Korrika, afin de renforcer l’attachement des gens à l'euskara, de susciter l’envie d’apprendre le basque et d’assurer les ressources indispensables à la poursuite de son action.
Aujourd’hui, sur l’ensemble de la population du Pays basque français et espagnol, il n’y a que 22,5 % de bascophones soit 550 000 personnes dont 56 000 au nord. AEK a donc pour objectif de former un maximum de bascophones dans un minimum de temps. Cet objectif appelle un enseignement fonctionnel basé sur une pédagogie moderne et une méthodologie communicative. La priorité est donnée non pas à la connaissance théorique de la langue mais à sa pratique orale, le but et le moyen étant la communication dans la langue apprise.

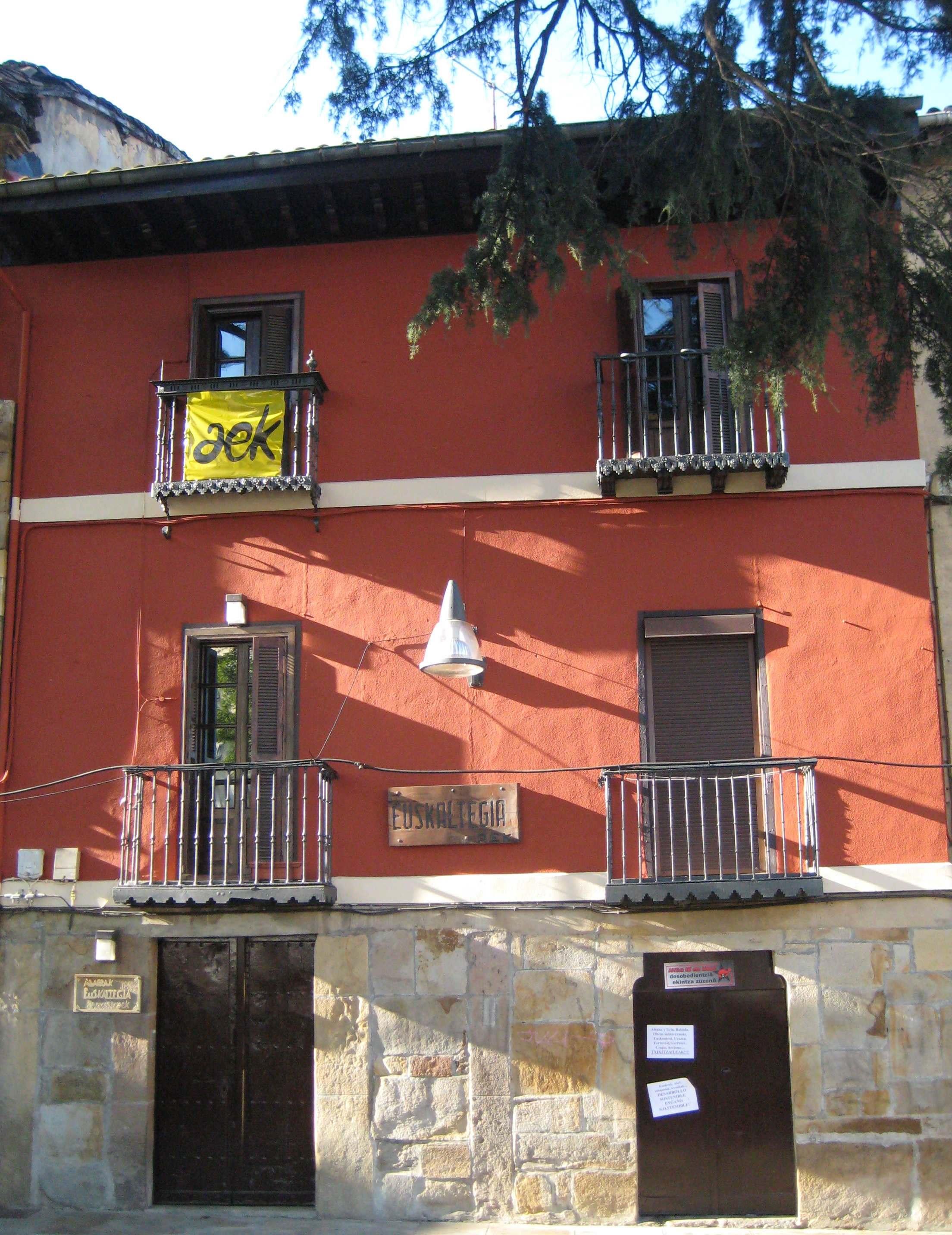
L'euskaltegi de « Durango ».

## Liste deseuskaltegiak
- Abanto—Abantoko aek euskaltegia
- Agoitz—Agoitzeko aek euskaltegia
- Agurain—Aguraingo aek euskaltegia
- Algorta—Lauaxeta aek euskaltegia
- Altsasu. Irurtzun. Lakuntza. Olazti. Etxarri. Ziordia. -- Itsasi aek euskaltegia
- Amurrio—Amurrioko aek euskaltegia
- Andoain—Andoaingo aek euskaltegia
- Arbonne—Arbonako aek gau eskola
- Arrasate—Erdu aek euskaltegia
- Arrigorriaga—Arrigorriagako aek euskaltegia
- Astigarraga—Astigarragako aek euskaltegia
- Azpeitia—Mikelats aek euskaltegia
- Bayonne—Baionako Narbaitz aek euskaltegia
- Barakaldo—Barakaldoko aek
- Basauri—Bolintxu aek euskaltegia
- Beasain—Beasaingo Goiztiri AEK euskaltegia
- Bergara—Akulu aek euskaltegia
- Berriozar—Auzalor aek euskaltegia
- Bilbao
  - -- Indautxuko aek euskaltegia
  - -- Larrako aek euskaltegia
  - -- Lizardi aek euskaltegia
  - -- Matxintxu aek euskaltegia
  - -- Santutxu euskal eskola AEK
  - -- Urtats aek euskaltegia
  - -- Zorrotzako aek euskaltegia
- Burlata—Zaldualde aek euskaltegia
- Derio—Txepetxa aek euskaltegia
- Durango—Abarrak aek euskaltegia
- Eibar—Eibarko aek euskaltegia
- Elgoibar—Elgoibarko aek euskaltegia
- Elizondo—Suinki AEK
- Elorrio—Abizari aek euskaltegia
- Ermua—Kaltxango aek euskaltegia
- Erronkari—Erronkariko aek euskaltegia
- Galdakao—Barandiaran aek euskaltegia
- Garralda—Aezkoako aek euskaltegia
- Guernica—Gernikako aek
- Gorliz—Gorlizko aek
- Hasparren—Hazparneko aek gau eskola
- Hendaye—Hendaiako aek gau eskola
- Hernani—Hernaniko aek euskaltegia
- Igorre—Kubulu aek euskaltegia
- Irun—Irungo aek euskaltegia
- Lasarte—Muntteri aek euskaltegia
- Laudio—Laudioko aek euskaltegia
- Leioa—Lamia aek euskaltegia
- Lekeitio—Lekeitio aek euskaltegia
- Lekunberri—Larraun aek euskaltegia
- Lezo—Oroitzone aek euskaltegia
- Lizarra—Beñat Etxepare aek euskaltegia
- Mauléon-Licharre—Xiberoko aek gaü eskola
- Biarritz—Miarritzeko aek gau eskola
- Mungia—Kinttopeko aek euskaltegia
- Muskiz—Muskizko aek euskaltegia
- Oiartzun—Intxixu aek euskaltegia
- Ondarroa—Tramana eta Brix aek euskaltegia
- Ordizia—Ordiziko aek euskaltegia
- Orereta—Xenpelar aek euskaltegia
- Ortuella—Urtuellako aek euskaltegia
- Otsagi—Otsagiko aek euskaltegia
- Pampelune
  - -- (Donibane) Irrintzi aek euskaltegia
  - -- (Alde Zaharra)Iruñezar aek euskaltegia
  - -- Xalbador aek euskaltegia
  - -- Arrosadiako aek euskaltegia
  - -- Txantreako aek euskaltegia
- Pasai Antxo—Txirrita aek euskaltegia
- Plentzia—Jentilbaso aek euskaltegia
- Portugalete—Xaribari aek euskaltegia
- Puente la Reina-Gares—Errobi aek euskaltegia
- Saint-Jean-de-Luz—Donibaneko aek gau eskola
- Saint-Jean-Pied-de-Port—Garazi - Baigorriko aek euskaltegia
- Saint-Palais—Donapaleuko aek gau eskola
- Saint-Sébastien
  - -- Amara Osinaga aek euskaltegia
  - -- Amara Berri aek euskaltegia
  - -- Antiguako aek euskaltegia
  - -- Azpil aek euskaltegia
  - -- Gotzon Aleman aek euskaltegia
  - -- Irrintzi aek euskaltegia
- San Adrian—San Adrian aek euskaltegia
- San Miguel—Txalaparta aek euskaltegia
- Santurtzi—Santurtziko aek euskaltegia
- Sestao—Sestaoko aek euskaltegia
- Sopela—Nikola aek euskaltegia
- Soraluze—Soraluzeko aek euskaltegia
- Tafalla-Falces—Tafallako aek euskaltegia
- Trapagaran—Solas aek euskaltegia
- Tutera—Arrigarri aek euskaltegia
- Usurbil—Etumeta aek euskaltegia
- Ustaritz—Uztaritzeko aek euskaltegia
- Vitoria-Gasteiz
  - -- Aixkiria aek euskaltegia
  - -- Zadorra aek euskaltegia
  - -- Arana aek euskaltegia
- Zalla—Zallako aek euskaltegia
- Zangoza—Zangozako aek euskaltegia
- Zarautz—Zarauzko aek euskaltegia
- Zizur Nagusia—Ipurtargi gau eskola
- Zornotza—Zornotzako aek euskaltegia
- Zumaia—Txomin Agirre aek euskaltegia

#### Mise en pratique de la langue
- (eu) "Praktikatu: programmes pour pratiquer la langue basque" bloga